# Thakur (cràter)
Thākur és un cràter d'impacte en el planeta Mercuri de 111 km de diàmetre. Porta el nom de l'escriptor indi Rabindranath Tagore, premi Nobel en literatura en 1913 (1861-1941), i el seu nom va ser aprovat per la Unió Astronòmica Internacional el 1976.